# Divisie (typografie)
Een divisie is een typografisch element in de vorm van een horizontaal streepje (-). Het is het kleinste streepje dat de zetter tot zijn beschikking heeft. 
De divisie wordt gebruikt als afbreekstreepje, koppelteken en als weglatingsstreepje. Voor andere typografische functies wordt meestal een half kastlijntje (gedachtestreepje) of een heel kastlijntje gebruikt. 